# No No No (Beirut)
No No No è il quarto album in studio del gruppo musicale Beirut, pubblicato nel 2015.

## Tracce
Testi e musiche di Zach Condon.
1. Gibraltar – 3:41
2. No No No – 2:50
3. At Once – 2:06
4. August Holland – 3:30
5. As Needed – 3:18
6. Perth – 3:37
7. Pacheco – 3:08
8. Fener – 3:28
9. So Allowed – 3:39